# 50 Ways to Say Goodbye

50 Ways to Say Goodbye est une chanson du groupe pop rock américain Train. La chanson se retrouve sur leur sixième album studio, California 37. La chanson est officiellement sortie sur les radios américaines le 11 juin 2012. Elle a atteint la vingtième place du Billboard Hot 100. Cette chanson a aussi été certifiée Or par la RIAA le 20 septembre 2012. Le nom de la chanson est une référence à "50 ways to leave your lover" du chanteur Simon Paul.

## Composition
50 Ways to Say Goodbye est une chanson pop rock écrite en Mi mineur avec un tempo de 140 battements par minute. Dans la chanson les instruments utilisés sont la guitare électrique et acoustique, la batterie, la basse et les claviers, ainsi qu'un ensemble mariachi,.

## Clip
Le clip fut dirigé par Marc Klasfeld : y apparaissent David Hasselhoff, Taryn Manning et un trio de Mariachi.

## Crédits
- Patrick Monahan - auteur et chant ;
- Espen Lind - auteur, producteur, guitare, basse, claviers, chœurs ;
- Amund Bjorklund - auteur, producteur ;
- Jimmy Stafford - guitare ;
- Scott Underwood - batterie ;
- Hector Mandoalo - basse ;
- Jerry Becker - claviers ;
- Brad Magers - trompette.

## Sortie
| Pays       | Date            | Format                           | Label                        |
| ---------- | --------------- | -------------------------------- | ---------------------------- |
| États-Unis | 11 juin 2012    | Adult contemporary radio airplay | Columbia Records, Sony Music |
| États-Unis | 31 juillet 2012 | Mainstream radio airplay         | Columbia Records, Sony Music |